# Florentina Pakosta

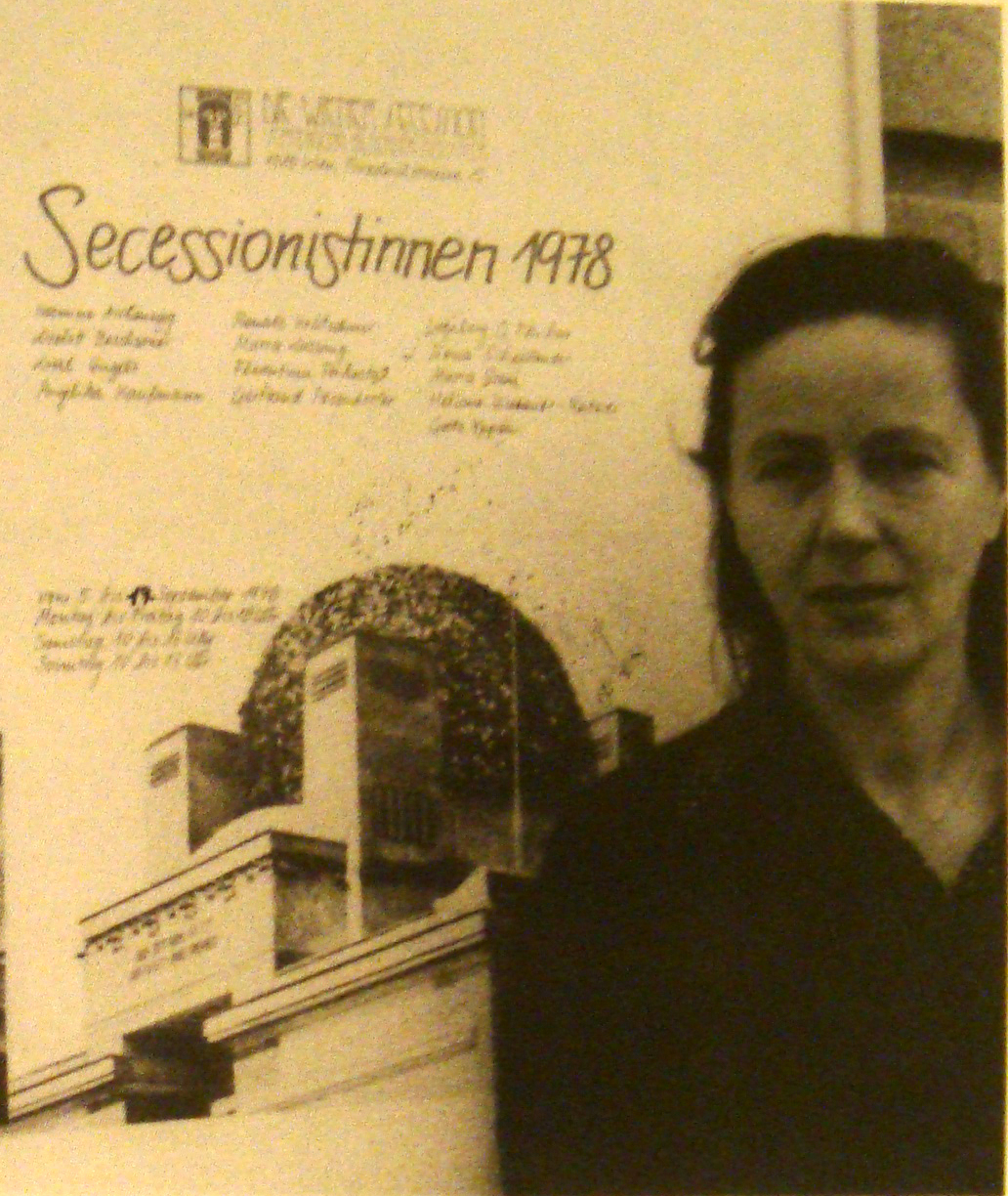
Florentina Pakosta vor dem Ausstellungshaus der Wiener Secession, 1978

Florentina Pakosta (* 1. Oktober 1933 in Wien) ist eine österreichische Malerin und Grafikerin.

## Leben
Pakosta studierte an der Akademie der bildenden Künste Wien und absolvierte Studienaufenthalte in Paris, Prag und Amsterdam. 1978 organisierte sie als Vorstandsmitglied der Secession die Frauenkunst-Ausstellung „Secessionistinnen“. Pakosta ist auch schriftstellerisch tätig.

## Werk
In den 1960er Jahren entstand mit „Mein mehrfaches Sein“ ein Zyklus von Zeichnungen in Bister und brauner Kreide, in dem sich die Künstlerin mit der eigenen Mimik beschäftigte.
In den 1970er Jahren arbeitete sie am Radierzyklus „Paraphrasen zu F. X. Messerschmidts Charakterköpfen“ sowie an einem Zyklus großformatiger Zeichnungen, in denen sie „Gesichtsbildungen“, den menschlichen Gesichtsausdruck in verschiedenen emotionalen Stadien, studierte.
In ihrem gegenständlichen Werk tritt Florentina Pakosta in einen spannungsvollen Dialog mit den alten Meistern und reflektiert gleichzeitig aktuelle Medienbilder aus feministischer Perspektive. In den suggestiven, hyperrealistischen Zeichnungen von oft androgyn wirkenden Köpfen und in den satirischen Blättern erstellt sie genderspezifische Analysen von Rollenbildern und deren Präsentation in heutigen Bildmedien. Im Zyklus „Zeitgenossen“, einer Serie von Zeichnungen in Plakatgröße, die sie subtil in Gedrucktes imitierender Kreuzstrich-Technik herstellt, thematisiert sie den Typus der maskulinen Machtfigur. In diesen gesellschaftskritischen Arbeiten, in denen sie ihre Sichtweise einer männlich dominierten Öffentlichkeit darstellt, erweist sich Florentina Pakosta als eine der wichtigsten Künstlerinnen des Feminismus in Österreich.
Ab 1979 arbeitete sie an dem Zyklus großformatiger Zeichnungen „Meine Hände“ und begann sich mit dem Thema „Menschenmassen“ zu befassen. In den mit Schablonentechnik hergestellten Darstellungen von Menschenmengen verzichtete sie auf die Individualisierung der Dargestellten und den Ausdruck des Künstlerisch-Handschriftlichen. Hatte sich die Künstlerin jahrzehntelang des Mediums Farbe enthalten, kehrte sie nach 1988 zur Malerei zurück. Es entstanden Arbeiten zum Thema serieller Massengegenstände (Massenstillleben). Schließlich gab sie jegliche Gegenständlichkeit auf und erarbeitete die „Trikoloren Bilder“ mit konstruktivistischem Charakter.
In der stringenten formalen und koloristischen Konzentration ihrer „Trikoloren Bilder“ formuliert Florentina Pakosta eine profunde Revision der konstruktivistischen Gestaltungsweise. Die österreichische Malerin reagierte damit bereits 1989 in einzigartiger Weise in ihrer Kunst auf die Zeitereignisse rund um den Fall der Berliner Mauer und die Revolutionen im Jahr 1989 mit dem prognostizierten Ende der politischen Ideologien. In den großformatigen Werken der bis heute andauernden Serie der „Trikoloren Bilder“ leistet sie einen Beitrag zur geometrischen Abstraktion von internationaler Tragweite.
Pakosta ist Ordentliches Mitglied der Wiener Secession.
Florentina Pakosta ist heute in vielen Ausstellungen und Publikationen zur zeitgenössischen Kunst Österreichs und öffentlichen sowie privaten Sammlungen vertreten.
Ihre Werke wurden mehrfach in großen Ausstellungen gezeigt, zuletzt als Personale in der Albertina in Wien (2018).
Ihre erste Museums-Werkschau in Deutschland bekam die Künstlerin als 85-Jährige 2018 im Sprengel-Museum Hannover.

## Auszeichnungen
- 2023: Österreichischer Kunstpreis für Bildende Kunst[10]

## Ausstellungen
- 2004 Albertina Wien
- 2011 Leopold Museum Retrospektive